# Seznam památných stromů v okrese Semily
Toto je seznam památných stromů v okrese Semily, v němž jsou uvedeny památné stromy na území okresu Semily.
| Název                                                        | Obrázek                                                                                                | Umístění                                                          | Druh                                                     | Obvod [v cm] | Kód wikidata      | Galerie                                                                             | Poznámka |
| ------------------------------------------------------------ | --- | ----------------------------------------------------------------- | -------------------------------------------------------- | ------------ | ----------------- | ----------------------------------------------------------------------------------- | --- |
| Hrušeň planá na Hruštici                                     | Hrušeň planá na Hruštici                                                                               | Bělá u Turnova 50°35′28″ s. š., 15°10′40″ v. d.                   | hrušeň planá                                             | 280          | 101390 Q26786979  | Kategorie „Hrušeň planá na Hruštici“ na Wikimedia Commons                           | V třešňovém sadu nad silnicí |
| Ambrožův smrk na Levínku                                     | | Benecko 50°40′32″ s. š., 15°32′20″ v. d.                          | smrk ztepilý                                             | 362          | 101369 Q26786958  |                                                                                     | Na okraji lesního porostu |
| Dub a jasan v Benešově Kocánkách                             | | Benešov u Semil 50°36′46″ s. š., 15°22′12″ v. d.                  | dub letní (1) jasan ztepilý (1)                          | 0            | 101367 Q26779432  |                                                                                     | Za obcí pod hrází bývalého rybníčku, u cesty k lovecké chatě |
| Buk v Bítouchově                                             | | Bítouchov u Semil 50°37′16″ s. š., 15°18′54″ v. d.                | buk lesní                                                | 346          | 101389 Q26786978  |                                                                                     | U chalupy na stráni nad Jizerou v zahradě |
| Lípy v Bukovině                                              | | Bukovina u Čisté 50°32′36″ s. š., 15°34′6″ v. d.                  | lípa velkolistá (3)                                      | 0            | 101388 Q26779415  |                                                                                     | Tři lípy v obci u domu čp. 37 |
| Daliměřická lípa                                             | Daliměřická lípa                                                                                       | Daliměřice 50°35′48″ s. š., 15°9′17″ v. d.                        | lípa malolistá                                           | 555          | 101377 Q26786967  | Kategorie „Daliměřická lípa“ na Wikimedia Commons                                   | Před zámkem Hrubý Rohozec v ostrůvku silnice |
| Lípa velkolistá a dub letní v Dolní Rokytnici                | Lípa velkolistá a dub letní v Dolní Rokytnici                                                          | Dolní Rokytnice 50°43′23″ s. š., 15°25′22″ v. d.                  | dub letní (1) lípa velkolistá (1)                        | 0            | 101326 Q26779418  | Kategorie „Lípa velkolistá a dub letní v Dolní Rokytnici“ na Wikimedia Commons      | U poutní kapličky na Letní straně v Dolní Rokytnici |
| Lípy u Dolní Sytové                                          | | Dolní Sytová 50°37′33″ s. š., 15°25′13″ v. d.                     | lípa malolistá (2)                                       | 0            | 101360 Q26779427  |                                                                                     | Dvě lípy u cesty v poli u kříže severně od osady Kout |
| Gerlovy duby                                                 | Gerlovy duby v Hájích                                                                                  | Háje nad Jizerou 50°36′54″ s. š., 15°25′10″ v. d.                 | dub červený                                              | 0            | 105524 Q26779431  | Kategorie „Gerlovy duby“ na Wikimedia Commons                                       | |
| Javor klen v Harrachově †                                    | | Harrachov                                                         | javor klen                                               | 345          | 101322 Q134966894 |                                                                                     | V obci vpravo od říčky Kamenice na křižovatce komunikací uprostřed sídliště; status památného stromu zrušen k 14. říjnu 2010 |
| Jilm u Harrachovky                                           | Jilm u Harrachovky                                                                                     | Harrachov 50°46′40″ s. š., 15°25′32″ v. d.                        | jilm horský                                              | 356          | 101350 Q26786949  | Kategorie „Elm at Harrachovka“ na Wikimedia Commons                                 | U Harrachovky |
| Dub v Horní Branné                                           | Dub v Horní Branné                                                                                     | Horní Branná 50°36′35″ s. š., 15°34′2″ v. d.                      | dub zimní                                                | 465          | 105002 Q26789610  |                                                                                     | Před bývalým špitálem (dnes domov důchodců) a hrobkou v Horní Branné |
| Dub ve Vejsplachách                                          | | Horní Branná 50°36′58″ s. š., 15°35′41″ v. d.                     | dub letní                                                | 366          | 105006 Q26789613  |                                                                                     | V lukách na severovýchodním svahu Malého Kozince nad nivou potoka Bělé v místě zvaném Vejsplachy |
| Dvě borovice ve Vejsplachách †                               | | Horní Branná                                                      | borovice lesní (2)                                       | 0            | 105005            |                                                                                     | V polích na severovýchodním svahu Malého Kozince nad nivou potoka Bělé v místě zvaném Vejsplachy; obv. kmenů: 166cm, 112 cm; status památného stromu zrušen k 7. listopadu 2009 |
| Lípa v Horní Branné                                          | | Horní Branná 50°36′27″ s. š., 15°34′16″ v. d.                     | lípa obecná                                              | 537          | 105003 Q26789611  | Kategorie „Lípa v Horní Branné“ na Wikimedia Commons                                | Před budovou sokolovny v Horní Branné |
| Topol bílý v Horní Branné                                    | Topol bílý v Horní Branné                                                                              | Horní Branná 50°36′39″ s. š., 15°34′8″ v. d.                      | topol bílý                                               | 450          | 101336 Q26786938  |                                                                                     | V obci poblíž kostela a bývalé fary; dvoják |
| Lípa v Rokytnici                                             | Lipa v Rokytnici - památný strom, lípa velkolistá, Rokytnice nad Jizerou, okres Semily, Liberecký kraj | Horní Rokytnice nad Jizerou 50°43′23″ s. š., 15°25′18″ v. d.      | lípa velkolistá                                          | 350          | 101344 Q26786943  | Kategorie „Tilia platyphyllos Scop. in Rokytnice nad Jizerou“ na Wikimedia Commons  | V obci na soukromé zahradě. Pozn. strom je v Dolní Rokytnici a ne v Horní Rokytnici - viz souřadnice |
| Arboretum Bukovina                                           | | Hrubá Skála, Karlovice 50°32′56″ s. š., 15°11′2″ v. d.            | viz článek                                               | 0            | 104662 Q10854900  | Kategorie „Arboretum Bukovina“ na Wikimedia Commons                                 | Hruboskalský zámecký park, v r. 2007 zrušena ochrana 6 stromů; celkem 400 stromů |
| Jilm pod křížovou cestou                                     | | Chlum 50°30′46″ s. š., 15°22′12″ v. d.                            | jilm horský                                              | 283          | 105391 Q26789836  | Kategorie „Jilm pod křížovou cestou“ na Wikimedia Commons                           | Západně od osady Chlum na severním svahu hory Tábor u pramene Křížovka |
| Dub letní v Jablonci nad Jizerou                             | Dub letní v Jablonci nad Jizerou                                                                       | Jablonec nad Jizerou 50°42′ s. š., 15°26′ v. d.                   | dub letní                                                | 410          | 101349 Q26786948  | Kategorie „Quercus_robur_in_Jablonec_nad_Jizerou“ na Wikimedia Commons              | V intravilánu města |
| Lípa v Jesenném                                              | | Jesenný 50°39′32″ s. š., 15°20′18″ v. d.                          | lípa velkolistá                                          | 475          | 101386 Q26786975  |                                                                                     | Na svahu nad cestou u stodoly, u čp.181 |
| Farská lípa v Křížlicích                                     | | Jestřabí v Krkonoších                                             | lípa velkolistá                                          | 402          | 106182 Q73599780  |                                                                                     | u místní fary v centru obce |
| Dvě lípy u pomníčku sv. Karla                                | | Jilemnice                                                         | lípa malolistá                                           | 0            |                   |                                                                                     | Jilemnice u pomníčku sv. Karla z r. 1779; pravděpodobně nevyhlášeny; v ÚSOP jen Oznámení záměru o vyhlášení |
| Jasany u kapličky sv. Isidora                                | | Jilemnice 50°37′ s. š., 15°29′30″ v. d.                           | jasan ztepilý (2)                                        | 0            | 101356 Q26779414  |                                                                                     | Dva chráněné stromy na úpatí vrchu Kozinec, u kapličky svatého Isidora; obvod kmenů 385 cm, 460 cm |
| Jilmová alej                                                 | | Jilemnice 50°36′16″ s. š., 15°30′47″ v. d.                        | jilm habrolistý (31)                                     | 0            | 101321 Q26791012  |                                                                                     | U silnice vedoucí kolem vlakového nádraží; 31 chráněných stromů |
| Lípa na Javorku †                                            | | Jilemnice 50°35′54″ s. š., 15°32′21″ v. d.                        | lípa malolistá                                           | 540          | 101368            |                                                                                     | Nad rybníčkem proti statku v osadě Javorek |
| Alej podél silnice k lázním Sedmihorky                       | | Karlovice 50°33′33″ s. š., 15°11′49″ v. d.                        | jasan ztepilý (1) jírovec maďal (14) lípa malolistá (63) | 0            | 101353 Q10768516  | Kategorie „Alej v Sedmihorkách“ na Wikimedia Commons                                | Na pravé straně komunikace spojující Lázně Sedmihorky a Autokemp Sedmihorky s obcí Karlovice, v r. 2005 zrušena ochrana 1 lípy, v r. 2007 zrušena ochrana 4 lip |
| Dub letní v Sedmihorkách                                     | | Karlovice 50°33′31″ s. š., 15°11′8″ v. d.                         | dub letní                                                | 550          | 101381 Q12034567  | Kategorie „Dub letní (Sedmihorky)“ na Wikimedia Commons                             | V lázeňském areálu Sedmihorky |
| Dub u arboreta Bukovina                                      | | Karlovice 50°32′58″ s. š., 15°11′ v. d.                           | dub letní                                                | 550          | 101312 Q26786920  |                                                                                     | U penzionu a arboreta Bukovina; 2001 kmen do výšky 5 m prasklý. OS (2001) fixace v 10 m. Napaden houbou Hědákem schweiitzovým. Tracheomykózní příznaky |
| Dva duby letní na hřbitově v Přáslavicích                    | | Karlovice 50°33′37″ s. š., 15°12′34″ v. d.                        | dub letní (2)                                            | 0            | 101315 Q11834637  |                                                                                     | V přední části hřbitova v Přáslavicích u zdi a u kostela; obvod kmenů 465 cm |
| Jírovec před hřbitovem v Přáslavicích                        | | Karlovice 50°33′37″ s. š., 15°12′35″ v. d.                        | jírovec maďal                                            | 280          | 101318 Q12027555  |                                                                                     | Před vstupem na hřbitov v Přáslavicích |
| Svatoňovická lípa                                            | | Karlovice 50°34′2″ s. š., 15°13′13″ v. d.                         | lípa malolistá                                           | 438          | 106085 Q26790729  |                                                                                     | Na travnatém pozemku u silnice č. III/2828 ve Svatoňovicích |
| Dubová alej u Bažantníku                                     | | Karlovice 50°33′31″ s. š., 15°11′32″ v. d.                        | dub letní                                                | 0            | 106043 Q26791005  | Kategorie „Dubová alej u Bažantníku“ na Wikimedia Commons                           | Na hrázi rybníka Bažantník u dětské naučné stezky Sedmihorky. |
| Lipová alej u silnice Turnov-Sedmihorky                      | | Karlovice, Mašov u Turnova 50°33′50″ s. š., 15°11′31″ v. d.       | lípa malolistá (160)                                     | 0            | 101311 Q12033613  | Kategorie „Alej Turnov-Sedmihorky“ na Wikimedia Commons                             | Mezi silnicí a tratí z Turnova ke stanici Sedmihorky; chráněno 121 stromů z původních 160 |
| Antošova lípa †                                              | | Košťálov 50°34′25″ s. š., 15°24′2″ v. d.                          | lípa malolistá                                           | 360          | 104631 Q26789294  |                                                                                     | V obci v blízkosti místní komunikace, mezi garážemi a obytným domem. Dne 14. července 2021 vyvrátila strom vichřice, ochrana stromu byla zrušena dne 8. září 2021. |
| Borovice lesní u Košťálova †                                 | | Košťálov                                                          | borovice lesní                                           | 200          | 101352 Q134966912 |                                                                                     | U polní cesty od kravína severně kolem Valdického vrchu zpět do Košťálova |
| Borovice u silnice k Bystré                                  | | Košťálov 50°35′12″ s. š., 15°24′9″ v. d.                          | borovice lesní                                           | 200          | 101385 Q26786974  |                                                                                     | U čp. 126 u polní cesty z Košťálova do Bystré nad Jizerou asi 300 m severovýchodně od kravína |
| Grafkova lípa                                                | | Košťálov 50°33′59″ s. š., 15°24′25″ v. d.                         | lípa velkolistá                                          | 620          | 101339 Q26786939  |                                                                                     | Jihovýchodně od nádraží u čp. 17 |
| Lípa u křížku Na panském                                     | | Košťálov 50°33′46″ s. š., 15°24′6″ v. d.                          | lípa malolistá                                           | 620          | 101358 Q26786953  |                                                                                     | V poli u křížku v blízkosti silnice Košťálov-Lomnice nad Popelkou |
| Lípa i nádraží ČD Roztoky                                    | | Kruh 50°33′31″ s. š., 15°29′17″ v. d.                             | lípa velkolistá                                          | 272          | 101334 Q26786936  |                                                                                     | V polích naproti zastávce ČD Roztoky u Jilemnice |
| Lípa v Kruhu                                                 | | Kruh 50°33′54″ s. š., 15°28′43″ v. d.                             | lípa velkolistá                                          | 550          | 101384 Q26786972  |                                                                                     | V obci u statku čp. 46 |
| Lípa v Kruhu 2                                               | | Kruh 50°33′47″ s. š., 15°28′35″ v. d.                             | lípa velkolistá                                          | 474          | 101335 Q26786937  |                                                                                     | V obci, u statku čp. 52 |
| Jasan U matičky                                              | Jasan U Matičky                                                                                        | Ktová 50°31′1″ s. š., 15°14′54″ v. d.                             | jasan ztepilý                                            | 440          | 101324 Q26786926  |                                                                                     | Na konci obce u kapličky U matičky |
| Lípa srdčitá †                                               | | Ktová                                                             | lípa malolistá                                           | 272          | 104448            |                                                                                     | V obci nad Obecním úřadem; status památného stromu zrušen k 8. červnu 2000 |
| Lípa v Kundraticích                                          | | Kundratice 50°35′4″ s. š., 15°26′47″ v. d.                        | lípa malolistá                                           | 505          | 105414 Q26789914  |                                                                                     | V boci Košťálov, na mírně svažitém pozemku na dvoře vesnického stavení |
| Buk u Úřednického domu                                       | | Lomnice nad Popelkou 50°32′ s. š., 15°22′5″ v. d.                 | buk lesní červenolistý                                   | 297          | 105097 Q26789671  |                                                                                     | V blízkosti polikliniky u tzv. "Úřednického domu" v zahradě u čp. 886 v Bezručově ulici |
| Košovský buk                                                 | | Lomnice nad Popelkou 50°31′9″ s. š., 15°21′18″ v. d.              | buk lesní                                                | 360          | 105951 Q26790566  |                                                                                     | Na mírně svažitém pozemku na hranici Hoření Lomnice a Košova, na okraji lesního porostu. |
| Lípa pod Táborem                                             | | Lomnice nad Popelkou 50°30′50″ s. š., 15°22′16″ v. d.             | lípa malolistá                                           | 362          | 101330 Q26786931  | Kategorie „Lípa pod Táborem“ na Wikimedia Commons                                   | Na louce poblíž turistické cesty na Tábor |
| Lípa v Loučkách                                              | Památná lípa malolistá v Loučkách                                                                      | Loučky u Turnova 50°37′2″ s. š., 15°13′4″ v. d.                   | lípa malolistá                                           | 260          | 101328 Q12034699  |                                                                                     | V centru obce u stezky pod kostelem |
| Hrušeň v Loučkách                                            | | Loučky u Turnova 50°37′ s. š., 15°13′24″ v. d.                    | hrušeň planá                                             | 130          | 106497            |                                                                                     | U odpočinkového místa podél cesty z obce Loučky do obce Koberovy |
| Dub letní na Malém Rohozci                                   | | Malý Rohozec 50°36′35″ s. š., 15°8′54″ v. d.                      | dub letní                                                | 550          | 101383 Q26786971  |                                                                                     | V obci v parčíku v areálu pivovaru |
| Lípa v Martinicích                                           | | Martinice v Krkonoších 50°34′55″ s. š., 15°32′9″ v. d.            | lípa velkolistá                                          | 295          | 105495 Q26790072  |                                                                                     | V centru obce u silnice Martinice-Zálesní Lhota |
| Lípa u školy v Mašově                                        | Lípa a základní škola v Mašově                                                                         | Mašov u Turnova 50°34′21″ s. š., 15°8′50″ v. d.                   | lípa malolistá                                           | 278          | 101376 Q12034700  | Kategorie „Lípa u školy v Mašově“ na Wikimedia Commons                              | V obci na dvoře základní školy |
| Platan javorolistý Modřišice                                 | | Modřišice 50°34′27″ s. š., 15°7′8″ v. d.                          | platan javorolistý                                       | 264          | 105527 Q26790108  | Kategorie „Platan v Modřišicích“ na Wikimedia Commons                               | Na travnaté ploše oddělující náves od komunikace ve směru Přepeře-Háj |
| Dub u staré školy                                            | | Nová Ves nad Popelkou 50°31′17″ s. š., 15°24′44″ v. d.            | dub letní                                                | 260          | 105413 Q26789882  |                                                                                     | V centru obce v areálu mateřské školy, strom chráněn od 4. 8. 2009 |
| Javory u lomnické cesty                                      | | Nová Ves nad Popelkou 50°32′3″ s. š., 15°23′56″ v. d.             | javor mléč (2)                                           | 0            | 105415 Q26779421  |                                                                                     | Dva chráněné stromy za obcí v blízkosti polní cesty spojující neosídlené oblasti letiště v Lomnici nad Popelkou a severní části obce Nová Ves nad Popelkou; stromy chráněny od 11. 8. 2009 |
| Jírova lípa                                                  | | Nová Ves nad Popelkou 50°30′56″ s. š., 15°25′10″ v. d.            | lípa malolistá                                           | 370          | 106404            |                                                                                     | V okrajové části zahrady u domu čp. 122 poblíž železničního přejezdu na okraji obce; strom chráněn od 12. 8. 2021 |
| Lípa v Nové Vsi †                                            | | Nová Ves nad Popelkou 50°31′20″ s. š., 15°24′58″ v. d.            | lípa malolistá                                           | 324          | 101327            |                                                                                     | Vpravo u křížku u cesty nad ZD; strom chráněn od 15. 1. 2001, status památného stromu zrušen k 27. 10. 2009 |
| Lípa v Nových Dvorech                                        | | Nové Dvory 50°32′58″ s. š., 15°22′8″ v. d.                        | lípa malolistá                                           | 379          | 101333 Q26786934  | Kategorie „Lípa u Nových Dvorů“ na Wikimedia Commons                                | V polích u křížku v blízkosti Nových Dvorů; strom chráněn od 14. 12. 1996 |
| Novodvorský jesen                                            | | Nové Dvory 50°32′47″ s. š., 15°22′3″ v. d.                        | jasan ztepilý                                            | 520          | 106375            | Kategorie „Novodvorský jesen“ na Wikimedia Commons                                  | Na okraji cesty uvnitř venkovské zástavby v severní části osady Nové Dvory; strom chráněn od 27. 10. 2020 |
| Topol Ohrazenice                                             | Topol Ohrazenice                                                                                       | Ohrazenice 50°36′10″ s. š., 15°7′31″ v. d.                        | topol černý                                              | 385          | 106072 Q26790689  | Kategorie „Topol Ohrazenice“ na Wikimedia Commons                                   | V severozápadní části obce v rohu pole na křížení účelových komunikací |
| Pavlínin dub u Mlýnice                                       | | Olešnice 50°31′58″ s. š., 15°7′12″ v. d.                          | dub letní                                                | 295          | 105455 Q26790045  | Kategorie „Pavlínin dub u Mlýnice“ na Wikimedia Commons                             | V Mlýnici u komunikace do Skokov. |
| Lípy v Pasekách nad Jizerou                                  | Dvě lípy v Pasekách nad Jizerou, památné stromy, okres Semily, Liberecký kraj                          | Paseky nad Jizerou 50°43′8″ s. š., 15°23′48″ v. d.                | lípa velkolistá (2)                                      | 0            | 101347 Q26779420  | Kategorie „Two Tilia trees in Paseky nad Jizerou“ na Wikimedia Commons              | Dvě lípy v obci proti pomníčku u památkově chráněného objektu bývalé písmácké školy čp. 90 |
| Hrušeň v Peřimově                                            | | Peřimov 50°36′46″ s. š., 15°25′55″ v. d.                          | hrušeň obecná                                            | 480          | 101382 Q26786970  |                                                                                     | Na svahu v poli jižně od obce Dolní Sytová, na ssz. úbočí vrchu Strážník |
| Dub v Poniklé                                                | | Poniklá 50°39′19″ s. š., 15°27′25″ v. d.                          | dub letní                                                | 348          | 101371 Q26786961  |                                                                                     | U penzionu Krakonošovo zátiší na okraji obce, poblíž silnice na Jestřábí |
| Hrušeň planá                                                 | | Poniklá 50°39′39″ s. š., 15°28′40″ v. d.                          | hrušeň planá                                             | 314          | 101325 Q26786928  |                                                                                     | Na louce na svahu nad místním koupalištěm |
| Lípa u Tomášů                                                | | Poniklá 50°40′6″ s. š., 15°28′5″ v. d.                            | lípa malolistá                                           | 665          | 101346 Q26786946  |                                                                                     | Na svahu nad cestou u stodoly, u čp.181 |
| Dvě lípy u kostela v Přepeřích                               | | Přepeře u Turnova 50°34′58″ s. š., 15°6′47″ v. d.                 | lípa malolistá (2)                                       | 0            | 101320 Q26779536  | Kategorie „Dvě lípy u kostela v Přepeřích“ na Wikimedia Commons                     | V obci u kostela, po stranách schodiště na přístupové pěšině; obvod kmenů 238 cm, 271 cm |
| Jasan ztepilý na Roudnici                                    | | Roudnice v Krkonoších 50°40′36″ s. š., 15°30′59″ v. d.            | jasan ztepilý                                            | 380          | 101345 Q26786945  |                                                                                     | U čp. 6, na louce |
| Lípa v Roudném                                               | | Roudný (Karlovice) 50°33′36″ s. š., 15°13′42″ v. d.               | lípa malolistá                                           | 315          | 101319 Q26786925  |                                                                                     | U silnice proti areálu sila |
| Borovice lesní v Rovensku pod Troskami                       | | Rovensko pod Troskami 50°31′45″ s. š., 15°16′53″ v. d.            | borovice lesní                                           | 190          | 101354 Q26786951  | Kategorie „Borovice lesní u Liščích Kotců“ na Wikimedia Commons                     | U polní cesty do osady Liščí Kotce, nad pionýrským táborem |
| Hruška v poli                                                | | Rovensko pod Troskami 50°32′27″ s. š., 15°16′33″ v. d.            | hrušeň obecná                                            | 282          | 105103 Q26789676  | Kategorie „Hrušeň v poli u Rovenska pod Troskami“ na Wikimedia Commons              | Uprostřed polí nedaleko osady Křečovice; cca 400 m od místní komunikace v osadě Záhoří |
| Pět buků lesních červenolistých v Rovensku pod Troskami      | | Rovensko pod Troskami 50°32′18″ s. š., 15°15′27″ v. d.            | buk lesní červenolistý (5)                               | 0            | 101340 Q26779490  |                                                                                     | V parku u školy pod náměstím; obvod kmenů 197 cm, 200 cm, 275 cm, 290 cm, 360 cm |
| Borovice na Haldě                                            | | Roztoky u Jilemnice 50°34′55″ s. š., 15°31′13″ v. d.              | borovice lesní                                           | 191          | 105001 Q26789609  |                                                                                     | V lokalitě Na Haldě u osady Zásadka |
| Bartošova lípa                                               | | Roztoky u Semil 50°39′32″ s. š., 15°22′31″ v. d.                  | lípa malolistá                                           | 410          | 105526 Q26790107  | Kategorie „Bartošova lípa“ na Wikimedia Commons                                     | Na severovýchodním okraji obce v těsné blízkosti místní komunikace |
| Lípa v Roztokách u cesty                                     | | Roztoky u Semil 50°39′31″ s. š., 15°22′14″ v. d.                  | lípa malolistá                                           | 410          | 105525 Q26790106  | Kategorie „Lípa v Roztokách u cesty“ na Wikimedia Commons                           | |
| Lípa velkolistá v Roztokách v polích                         | | Roztoky u Semil 50°39′15″ s. š., 15°22′19″ v. d.                  | lípa velkolistá                                          | 377          | 101329 Q26786930  |                                                                                     | V poli nedaleko modré turistické trasy směrem na Bozkov, jihozápadně od obce |
| Buky v Podmoklicích                                          | Buky v Podmoklicích                                                                                    | Semily 50°36′21″ s. š., 15°19′33″ v. d.                           | buk lesní červenolistý (2)                               | 0            | 101366 Q26779426  |                                                                                     | Před školou v ul. Jana Žižky; dva památné stromy – obvody kmenů 230 cm, 285 cm |
| Lípa u cihelny                                               | | Semily 50°36′21″ s. š., 15°20′35″ v. d.                           | lípa malolistá                                           | 390          | 101363 Q26786955  |                                                                                     | U silnice ke staré cihelně (ul. Cihlářská) |
| Lípy u kapličky čtrnácti pomocníků                           | | Semily 50°36′40″ s. š., 15°20′30″ v. d.                           | lípa malolistá (3)                                       | 0            | 101364 Q26779423  | Kategorie „Lípy u kapličky 14 pomocníků (Semily)“ na Wikimedia Commons              | Čtyři památné stromy u kapličky U čtrnácti pomocníků u čp. 226; obvod kmenů 300, 305, 220, 320cm; od roku 2021 chráněny už pouze tři stromy |
| Jilm horský †                                                | | Sklenařice                                                        | jilm horský                                              | 341          | 101314            |                                                                                     | Na louce u rekreačního domku č. 143; statut památného stromu zrušen k 8. září 2004 |
| Lípa ve Sklenařicích                                         | Lípa malolistá, památný strom, Sklenařice, Vysoké nad Jizerou, okres Semily, Liberecký kraj            | Sklenařice 50°42′11″ s. š., 15°23′43″ v. d.                       | lípa malolistá                                           | 385          | 101370 Q26786960  | Kategorie „Tilia cordata in Sklenařice“ na Wikimedia Commons                        | U roubené chalupy čp. 43 |
| Lípa srdčitá Na Spálově                                      | | Spálov u Semil 50°37′58″ s. š., 15°18′33″ v. d.                   | lípa malolistá                                           | 500          | 101365 Q26786957  | Kategorie „Lípa ve Spálově“ na Wikimedia Commons                                    | V obci na rozcestí u čp.33 |
| Lípa ve Stružinci                                            | | Stružinec u Lomnice nad Popelkou 50°32′59″ s. š., 15°21′19″ v. d. | lípa malolistá                                           | 488          | 105096 Q26789670  |                                                                                     | Ve skupině tří lip na jihozápadním okraji obce u zemědělské usedlosti čp. 9 |
| Lípy u Sv. Trojice †                                         | | Stružinec u Lomnice nad Popelkou 50°33′7″ s. š., 15°21′31″ v. d.  | lípa malolistá (2)                                       | 0            | 101357            |                                                                                     | Dvě lípy v obci u křížku U svaté Trojice v blízkosti mateřské školy |
| Tatobitská lípa "Americká"                                   | | Tatobity 50°34′6″ s. š., 15°16′29″ v. d.                          | lípa velkolistá                                          | 866          | 101380 Q12058344  | Kategorie „Tatobitská lípa“ na Wikimedia Commons                                    | Po pravé straně silnice směrem na Žernov, naproti čp. 87 |
| Troskovické lípy U svatého Jana Nepomuckého                  | Troskovické lípy                                                                                       | Troskovice 50°30′41″ s. š., 15°13′18″ v. d.                       | lípa velkolistá (4)                                      | 0            | 101323 Q12205237  |                                                                                     | V centru obce, u sochy sv. Jana Nepomuckého; obvod kmenů 275 cm, 277 cm, 302 cm, 338 cm |
| Lípa v Tříči                                                 | Lípa v Tříči                                                                                           | Tříč 50°41′29″ s. š., 15°24′45″ v. d.                             | lípa malolistá                                           | 437          | 105523 Q26790105  | Kategorie „Tilia cordata in Tříč“ na Wikimedia Commons                              | Na travnatém pozemku na západním okraji obce v blízkosti sídla venkovského charakteru |
| Lípa v Tuhani                                                | | Tuhaň u Stružince 50°33′30″ s. š., 15°20′12″ v. d.                | lípa malolistá                                           | 440          | 101313 Q26786922  |                                                                                     | V obci u čp. 53 |
| Buk lesní u VČE v Turnově †                                  | | Turnov                                                            | buk lesní                                                | 240          | 101359            |                                                                                     | Turnov v areálu firmy Eurooptics s r.o., dnes VYVA PLAST s.r.o.; status památného stromu zrušen k 2. září 2003 |
| Buk lesní u VČE v Turnově †                                  | | Turnov                                                            | buk lesní                                                | 430          | 104449            |                                                                                     | Před vchodem do Východočeské energetiky a.s.; status památného stromu zrušen k 12. srpnu 2003 |
| Dub letní u hotelové školy v Turnově                         | Dub letní u hotelové školy v Turnově                                                                   | Turnov 50°35′38″ s. š., 15°9′52″ v. d.                            | dub letní                                                | 356          | 101316 Q26786924  | Kategorie „Dub letní u hotelové školy (Turnov)“ na Wikimedia Commons                | Ve Zborovské ulici nad Obchodní akademií a hotelovou školou |
| Dub letní u Mikulášského kostela                             | | Turnov 50°35′18″ s. š., 15°9′25″ v. d.                            | dub letní sloupovitý                                     | 360          | 101372 Q26786963  | Kategorie „Oak in Turnov“ na Wikimedia Commons                                      | U kostela sv. Mikuláše |
| Duby na Mariánském hřbitově                                  | | Turnov 50°35′11″ s. š., 15°9′36″ v. d.                            | dub letní sloupovitý (34)                                | 0            | 101373 Q26779444  | Kategorie „Oaks in cemetery in Turnov“ na Wikimedia Commons                         | Alej stromů vedoucí středem Mariánského hřbitova; chráněno 28 z původních 34 stromů |
| Jasany a lípy na hřbitově v Nudvojovicích                    | | Turnov 50°34′56″ s. š., 15°8′10″ v. d.                            | jasan ztepilý (3) lípa malolistá (2)                     | 0            | 101378 Q26779445  | Kategorie „Jasany a lípy na hřbitově v Nudvojovicích“ na Wikimedia Commons          | Pět památných stromů na místním hřbitově |
| Lípa srdčitá u sv. Antonína                                  | Lípa srdčitá u sv. Antonína                                                                            | Turnov 50°34′50″ s. š., 15°9′10″ v. d.                            | lípa malolistá                                           | 369          | 101375 Q26786965  | Kategorie „Lípa srdčitá u sv. Antonína“ na Wikimedia Commons                        | Na zahradě v Sobotecké ulici, u zastávky ČD |
| Lípa Svobody                                                 | | Turnov 50°35′29″ s. š., 15°9′42″ v. d.                            | lípa malolistá                                           | 195          | 101379 Q26786968  | Kategorie „Lípa Svobody (Turnov)“ na Wikimedia Commons                              | U Střední uměleckoprůmyslové školy Skálova ulice; vysazena 11.5.1919 |
| Marešův modřín                                               | Koruna Marešova modřínu                                                                                | Turnov 50°35′28″ s. š., 15°9′32″ v. d.                            | modřín opadavý                                           | 267          | 105931 Q26790546  | Kategorie „Marešův modřín“ na Wikimedia Commons                                     | V zahradě základní školy ve Skálově ulici |
| Maškova zahrada                                              | Maškova zahrada                                                                                        | Turnov 50°35′2″ s. š., 15°9′4″ v. d.                              | viz článek                                               | 0            | 101351 Q12036230  | Kategorie „Maškova zahrada“ na Wikimedia Commons                                    | Aboretum bývalé šlechtitelské stanice; zásobní sbírka dřevin, vyšlechtěných a pěstovaných p. Maškem, zahradníkem hraběte Rohana, pro zámek Sychrov |
| Modřín opadavý před knihovnou Antonína Marka                 | | Turnov 50°35′30″ s. š., 15°9′44″ v. d.                            | modřín opadavý                                           | 375          | 101374 Q26786964  | Kategorie „Modřín opadavý před Městskou knihovnou (Turnov)“ na Wikimedia Commons    | Před knihovnou Antonína Marka |
| Nudvojovický jasan                                           | Nudvojovický jasan                                                                                     | Turnov 50°34′55″ s. š., 15°8′10″ v. d.                            | jasan ztepilý                                            | 0            | 105010 Q26789615  | Kategorie „Nudvojovický jasan“ na Wikimedia Commons                                 | Na hřbitově |
| Tři buky lesní na Mariánském hřbitově v Turnově u kolumbária | | Turnov 50°35′11″ s. š., 15°9′42″ v. d.                            | buk lesní (3)                                            | 0            | 101317 Q26779437  | Kategorie „Beeches in cemetery in Turnov“ na Wikimedia Commons                      | Na Mariánském hřbitově; obvod kmenů 295 cm, 306 cm, 341 cm |
| Dub letní a javor klen u ZŠ ve Skálově ulici                 | Dub letní u ZŠ Skálova v Turnově, javor roste za ním                                                   | Turnov 50°35′28″ s. š., 15°9′31″ v. d.                            | dub letní (1) javor klen (1)                             | 0            | 105843 Q26779461  | Kategorie „Dub letní a javor klen u ZŠ Skálova (Turnov)“ na Wikimedia Commons       | Ve Skálově ulici v zahradě za základní školou |
| Dub letní ve Veselé                                          | | Veselá u Semil 50°33′7″ s. š., 15°18′8″ v. d.                     | dub letní                                                | 450          | 101361 Q26786954  |                                                                                     | V polích na břehu potoka za mostkem v blízkosti zahradnického areálu, tzv. hraniční dub |
| Lípa malolistá                                               | | Víchová nad Jizerou 50°38′25″ s. š., 15°29′48″ v. d.              | lípa malolistá                                           | 490          | 101342 Q26786941  |                                                                                     | Na louce u rekreačního domku |
| Lípa ve Víchové nad Jizerou                                  | | Víchová nad Jizerou 50°38′19″ s. š., 15°29′5″ v. d.               | lípa malolistá                                           | 475          | 101343 Q26786942  |                                                                                     | V obci u cesty ve stráni nad kulturním domem |
| Lípa malolistá †                                             | | Vítkovice v Krkonoších                                            | lípa malolistá                                           | 532          | 101341            |                                                                                     | V malé enklávě u čp. 289 na Braunově kopci |
| Dub u rybníčku v Ploukonicích                                | | Všeň 50°33′37″ s. š., 15°5′17″ v. d.                              | dub letní                                                | 565          | 101332 Q26786933  | Kategorie „Dub u rybníčku v Ploukonicích“ na Wikimedia Commons                      | Roste v Ploukonicích na břehu Markova rybníčku vedle čp. 28. V roce 2003 proveden bezpečnostní a stabilizační řez a odstraněny suché a poškozené větve. V roce 2005 měl strom válcovitý kmen s otevřenou ranou (nejspíše po odpadlé větvi). Uvnitř byl trouchnivý. Rozvětvuje se ve dvou metrech na více hlavních větví. Dub je hustě olistěný, rány zavalují. |
| Skupina stromů na Vyskři u hřbitova                          | | Vyskeř 50°31′48″ s. š., 15°9′35″ v. d.                            | jasan ztepilý (1) lípa malolistá (5)                     | 0            | 101348 Q26779436  | Kategorie „Skupina stromů na Vyskři u hřbitova“ na Wikimedia Commons                | U kostela, podél hřbitovní zdi |
| Jilm ve Vysokém nad Jizerou †                                | | Vysoké nad Jizerou                                                | jilm horský                                              | 390          | 104447            |                                                                                     | V obci u čp. 164; pravděpodobně zrušen OÚ Semily rozhodnutím čj. 1881/2000/OP/246-R-25 9.8.2000 |
| Žantova lípa                                                 | Žantova lípa                                                                                           | Vysoké nad Jizerou 50°41′14″ s. š., 15°24′9″ v. d.                | lípa malolistá                                           | 486          | 101387 Q26786976  | Kategorie „Tilia cordata (Žantova lípa) in Vysoké nad Jizerou“ na Wikimedia Commons | U statku severovýchodně od náměstí; dvoják |
| Lípa v Záhoří †                                              | | Záhoří u Semil                                                    | lípa malolistá                                           | 416          | 101338            |                                                                                     | V obci; status památného stromu zrušen k 9. listopadu 2010 |
| Dub ve Žďáře                                                 | | Žďár u Staré Paky 50°32′19″ s. š., 15°30′40″ v. d.                | dub letní                                                | 522          | 105004 Q26789612  |                                                                                     | Ve dvoře usedlosti čp. 17 |
| Dva duby letní nad rybníčkem v Žernově                       | | Žernov 50°33′41″ s. š., 15°16′13″ v. d.                           | dub letní (2)                                            | 0            | 101331 Q26779433  |                                                                                     | Severně od obce v lesním porostu nad rybníčkem v blízkosti Tatobit |